# Miholjački Poreč
Miholjački Poreč je naselje u Hrvatskoj, regiji Slavoniji u Osječko-baranjskoj županiji i nalazi se u sastavu grada Donjeg Miholjca.

## Zemljopisni položaj
Miholjački Poreč nalazi se na 95 metara nadmorske visine u nizini istočnohrvatske ravnice, te uz desnu obalu rijeke Karašice. Selo se nalazi na raskrižju državne ceste D53 Našice- Donji Miholjac i županijskih cesta ŽC4046 Miholjački Poreč- Golinci, te ŽC 4047 Miholjački Poreč- Črnkovci D34. Susjedna naselja: istočno Radikovci, sjeverno Rakitovica, a zapadno Golinci. Južno se nalazi Magadenovac naselje u sastavu istoimene općine. Pripadajući poštanski broj je 31543 Miholjački Poreč, telefonski pozivni 031 i registarska pločica vozila NA (Našice). Površina katastarske jedinice naselja Miholjački Poreč je 3,48 km2.

## Stanovništvo
| broj stanovnika | 199   | 208   | 174   | 228   | 220   | 235   | 284   | 272   | 306   | 321   | 294   | 252   | 225   | 215   | 200   | 183   | 148   |
|                 | 1857. | 1869. | 1880. | 1890. | 1900. | 1910. | 1921. | 1931. | 1948. | 1953. | 1961. | 1971. | 1981. | 1991. | 2001. | 2011. | 2021. |

Do 1900. iskazivano pod imenom Poreč.

## Crkva
U selu se nalazi rimokatolička crkva Sv. Marije Magdalene koja pripada katoličkoj župi Sv. Ane u Radikovcima i donjomiholjačkom dekanatu Đakovačko-osječke nadbiskupije. Crkveni god (proštenje) ili kirvaj slavi se 22. srpnja.

## Obrazovanje i školstvo
U selu se nalazi škola do četvrtog razreda koja radi u sklopu Osnovne škole Matija Gubec u Magadenovcu.

## Ostalo
U selu djeluje Dobrovoljno vatrogasno društvo Miholjački Poreč.

## Vanjska poveznica
- http://www.donjimiholjac.hr/
- http://os-mgubec-magadenovac.skole.hr/  Arhivirana inačica izvorne stranice od 1. veljače 2014. (Wayback Machine)